# Lancaster (Kalifornien)
Lancaster ist eine Stadt im Norden des Los Angeles County im US-Bundesstaat Kalifornien, Vereinigte Staaten. Das U.S. Census Bureau hat bei der Volkszählung 2020 eine Einwohnerzahl von 173.516 ermittelt. 

## Geographie
Die Stadt liegt etwa 70 Kilometer nördlich des Zentrums von Los Angeles. Im Süden und Westen befinden sich die Waldgebiete des Angeles National Forest, nordöstlich beginnt die Mojave-Wüste. Die State Route CA 14 verbindet Lancaster mit dem Los-Angeles-Becken (etwa 110 Straßenkilometer). Lancaster ist auch die Endstation der Antelope-Valley-Line der Vorortbahn Metrolink, die etwa zweistündlich und in zwei Stunden bis zur Los Angeles Union Station führt. Das Stadtgebiet hat eine Größe von 243,9 km² und ist Bestandteil der Stadtregion Palmdale / Lancaster mit einer Einwohnerzahl von 476.845 (Stand 2009).

## Geschichte
Die Siedlung entstand im späten 19. Jahrhundert als Wasserstation und Haltepunkt an der Eisenbahnstrecke der Southern Pacific Transportation zwischen Los Angeles und San Francisco. Seit den 1970er Jahren hat Lancaster, das 1977 Stadtrechte erhielt, durch Zuzügler, von denen viele in der Flugzeugindustrie arbeiten, ein rasantes Wachstum erfahren. So stieg die Einwohnerzahl von ca. 37.000 im Jahr der Stadtwerdung 1977 auf 45.000 im Jahr 1980 und auf 97.000 im Jahr 1990. Lancaster ist die achtgrößte Stadt im County und die am neuntschnellsten wachsende Stadt der USA. Von allen Städten mit dem Namen Lancaster ist sie die größte. Wegen relativ niedriger Immobilienpreise war Lancaster außerdem lange Zeit sehr beliebt bei jungen Familien und Pendlern, die täglich nach Los Angeles zur Arbeit fahren. Jedoch hat die Immobilienkrise ab etwa 2007 zu einem beträchtlichen Anstieg der Zahl von Zwangsversteigerungen geführt.

## Sehenswürdigkeiten
Zu den Sehenswürdigkeiten von Lancaster gehört der 1990 eingeweihte Aerospace Walk of Honor am Lancaster Boulevard. Er erinnert an Testpiloten, die einen bedeutenden Beitrag zur Forschung und Entwicklung in der Luft- und Raumfahrt geleistet haben.

## Wirtschaft
Zu den wichtigsten Arbeitgebern in Lancaster gehört neben der Luft- und Raumfahrtindustrie seit langem die US Air Force. Bereits seit 1930 führte diese in der Nähe von Lancaster Testflüge auf dem damals Muroc Air Field genannten Flugplatz durch, der heute allgemein als Edwards Air Force Base bekannt ist. Viele Einwohner von Lancaster arbeiten im benachbarten Palmdale, wo sich bedeutende Niederlassungen der Firmen Boeing, Lockheed und Northrop Grumman befinden.
Am Ortsrand befindet sich eine Produktionsstätte des chinesischen Unternehmens BYD Auto. Die Anlage ist technisch für die jährliche Montage von bis zu 1000 Bussen des Typs BYD ebus ausgelegt. Ein weiterer wichtiger lokaler Wirtschaftszweig ist die Logistikbranche, die unter anderem durch ein Logistikzentrum der Drogeriekette Rite Aid vertreten ist.
Der Ort bemüht sich um eine Wiederbelebung seines Stadtzentrums. Die Initiative Lancaster Old Town Site (LOTS) fördert neben der Ansiedlung kleiner Geschäfte und Restaurants auch die Renovierung alter Häuserfassaden.

## Söhne und Töchter der Stadt
- Shane Lewis (* 1967), Automobilrennfahrer
- Adam Wheeler (* 1981), Ringer
- Akeem Vargas (* 1990), Basketballspieler
- Kelsey Lewis (1995–2024), Schauspielerin
- Selom Mawugbe (* 1998), Basketballspieler

## Sonstiges
Im Januar 2014 trat eine Regelung in Kraft, nach der alle neu erbauten Privathäuser verpflichtend mit Solaranlagen auf dem Dach erstellt werden müssen.